# Крістіна (фільм, 1983)
«Крістіна» (англ. Christine) — кінофільм режисера Джона Карпентера. Екранізація однойменного твору Стівена Кінга.

## Сюжет
Її звуть Крістіна. Її класичні форми викликають захоплення. Вона спокушає 17-річного Арні Каннінгема і робить його своїм слугою. У неї немає і не може бути суперниць, бо вона їх вбиває. Вона вимагає беззаперечного підпорядкування.
Вона … автомобіль! Щоб зберегти своє життя, юнак повинен присвятитися жорстокій Крістині. Історія розкішного червоного Плімута 1958 сповнена страшних таємниць. Усі попередні господарі Крістіни загинули. І юний Ромео повинен стати черговою жертвою ненаситної Джульєтти.

## У ролях
- Кіт Гордон — Арнольд Арні Каннінгем
- Джон Стоквелл — Денніс Гілдер
- Александра Пол — Лі Кебот
- Роберт Проскі — Вілл Дарнелл
- Гаррі Дін Стентон — детектив Рудольф Дженкінс
- Крістін Белфорд — Реджина Каннінгем
- Робертс Блоссом — Джордж Лебей
- Вільям Острандер — Бадді Реппертон
- Девід Спілберг — містер Кейсі
- Малколм Денар — Пітер «Мучі» Велч
- Стівен Теш — Річард «Річі» Трелоні
- Стюарт Чарно — Дон Ванденберг
- Келлі Престон — Розанна
- Марк Поппел — Чак
- Роберт Дарнелл — Майкл Каннінгем
- Річард Кольє — Пеппер Бойд
- Брюс Френч — містер Сміт
- Дуглас Воргіт — Беміс
- Кері Монтгомері — Еллі
- Жан Баррелл — бібліотекар
- Чарлз Стік — продавець

в титрах не вказані
- Моххіб Джіван — клерк у автомагазині
- Даніел А. Ломіно — службовець магазину
- Джон Медден — грає самого себе
- Джон Річард Петерсен — учень середньої школи
- Беррі Табб — футболіст

## Чи знаєте ви, що ..
Книга, яку знімає Денніс з полиці в бібліотеці, перш ніж запросити Лей, називається «Крістіна» Стівена Кінга.